# مدينة ميثاق
يطلق مصطلح مدينة ميثاق في الولايات المتحدة الامريكية على المدينة التي يكون نظام الحوكمة فيها مُعرفاً بميثاقها الخاص بدلا من القانون العام. في الدول التي يسمح قانونها بمواثيق المدن يمكن لمدينة ما أن تتبنى أو تعدل ميثاقها بقرار من مديريتها بما هو محدد في الميثاق. هذه المدن قد تدار في الغالب من قبل مواطنيها أو من خلال هيكل إداري كطرف ثالث، لأن الميثاق يعطي المدينة مرونة في اختيار نوع هيكلة الحكومة، أي بالمختصر يمتكلون حقوق معينة.

## أمثلة

### كاليفورنيا
في ولاية كاليفورنيا، المدن التي لم تعتمد ميثاقاً لتنظمها تُدار بقانون الدولة، وتسمى المدينة في هذه الحالة مدينة القانون العام، وتُدار من قبل 5 أعضاء مجلس مدينة. المدينة التي تكون تحت ميثاق قد تختار أنظمة مختلفة، بما في ذلك «عمدة» أو «مسؤل مدينة» ضمن هيكلة الحوكمة فيها. وفي احصائية بتاريخ 22 شباط/فبراير 2013، فإن 121 مدينة في كاليفورنيا من أصل 478 تعتبر مُدن ميثاق. بعض الأمثلة تشمل نوركو، أوكلاند، شاطئ نيوبورت، بالو ألتو، شاطئ هنتنغتون،ألاميدا، سان فرانسيسكو، سان لويس أوبيسبو، إرفاين، لوس أنجلوس، سان خوسيه، ميرسيد، والعاصمة سكرامنتو. عموماً فإن مدن الميثاق التي تكون تابعة لنظام إداري أعلى (مثل المحافظات) تملك مرونة محدودة لاعتماد هيكل حوكمة جديد.

### تكساس
بموجب قانون ولاية تكساس، إن لم يُمرر (يوافق على) ميثاق مدينة ما فإن المدينة تملك فقط تلك الصلاحيات الممنوحة بموجب دستور تكساس والقوانين العامة للولاية ولا أكثر من ذلك.
عندما يبلغ عدد سكان مدينة ما العدد خمسة ألاف نسمة فإن الناخبون قد يمررون عريضة للتصويت على ميثاق للمدينة. إذا تمت الموافقة على الميثاق من قبل الناخبين فإن المدينة تصبح تحت الحكم المحلي الذي يسمح للمدينة بتمرير أي قانون «لا يتعارض» مع دستور تكساس أو القوانين العامة للدولة. هذا الأمر سبب بعض الاضطرابات بين المدن التي تسعى إلى تمرير القوانين والمُشرّعين الذين يحاولون صدهم من القيام بذلك؛ وتشمل الأمثلة حظر حقائب (أكياس) البلاستيك (أو فرض الرسوم عليها) وحظر التنقيب عن النفط والغاز داخل حدود المدينة. قد تحتفظ المدينة بحالة الميثاق حتى ولو انخفض عدد السكان لاحقاً إلى أقل من خمسة ألاف نسمة.